# Сириштник
Си́риштник (болг. Сирищник) — село в Перницькій області Болгарії. Входить до складу общини Ковачевці. Населення становить 448 осіб  (на 15.09.2014).

## Політична ситуація
У місцевому кметстві Сириштник посаду кметя (старости) виконує Пламен Янев Янев (незалежний) за результатами виборів правління кметства.

## Географія
Село розташоване за 2 км на північ від центру громади — с. Ковачевці, за 20 км на захід — від обласного центру — міста Перник та за 45 км — від Софії, столиці Болгарії, і розкинулось у тісній долині на берегах річки Свєтля та її притоку — річки Сіріщнішка. Свєтля приблизно за 8 км південніше впадає в велике зариблене штучне озеро Пчеліна.
Висота над рівнем моря —721 м. Найвища вершина гірського масиву Рудіні, яка піднімається над селом за 7 км на північний схід, — гора Сіріщнішка Рудіна — має висоту 1172 м.
Клімат помірний, із теплим літом і холодною зимою. Гірський рельєф дуже впливає на кількість опадів і температуру повітря місцевості.

## Населення
За даними перепису населення 2011 року, у селі проживали 260 осіб, з них 253 особи (99,2 %) — болгари.
Розподіл населення за віком у 2011 році:
Динаміка населення:

## Історія
Сіріщнік — середньовічне село. У 1972 році село було приєднано до села Ковачевці, згодом, після демократичних змін у 1991 році, знову стало самостійним.

## Релігія
Православне християнство

## Освіта
Початкова школа «Св. Кирила і Мефодія» має 100-річну історію. Є бібліотека «Алеко Константинова».

## Особистості
- Георгій Парванов — Президент Болгарії (2002—2012) народився в селі Сириштник 1957 року.

## Спорт і відпочинок
У селі є своя футбольна команда — ФК «Лазур», що грає в обласній групі «А».

## Карти
- Розташування на електронній карті bgmaps.com[недоступне посилання з липня 2019]
- Розташування на електронній карті emaps.bg[недоступне посилання з червня 2019]
- Розташування на електронній карті Google